# Nordöklippsmyg
Nordöklippsmyg (Pachyplichas jagmi) är en förhistorisk utdöd fågel i familjen klippsmygar inom ordningen tättingar som tidigare förekom i Nya Zeeland. 

## Utseende
Fågeln liknade sydöklippsmygen (Pachyplichas yaldwyni). De små vingarna och kraftiga benen indikerar att den var starkt anpassad till ett markbundet liv. Den var troligen helt eller nästan oförmögen att flyga.

## Förekomst
Fågeln beskrevs 1988 utifrån en tars funnen i Ruakurigrottan i Waitomodistriktet på Nordön.

## Utdöende
Nordöklippsmygens markbundna leverne och dess flygoförmåga gjorde den mycket känslig för de invasiva djurarter som de polynesiska bosättarna förde med sig, framför allt polynesisk råtta. 

## Namn
Fågelns vetenskapliga namn hedrar Dr John Grant-Mackie, Associate Professor i geologi på Auckland University för sitt bidrag till fågelpaleontologin.